# 妮裳馬戲團 (專輯)
《妮裳馬戲團》（英語：Circus）為美國歌手布蘭妮·斯皮爾斯的第六張錄音室專輯，於2008年11月28日透過Jive唱片公司發行。在斯皮爾斯「偏向黑暗與城市風格」的第五張錄音室專輯《暈炫風暴》發行後，她希望下一張專輯「稍為陽光一點」。斯皮爾斯於2008年夏天開始錄製專輯，在此之前她因私生活問題而被臨時監護。專輯的執行製作人為拉里·儒道夫與特蕾莎·拉巴伯拉·懷特斯，並起用了包括曾與斯皮爾斯長期合作的製作人馬克斯·馬丁與納特·「丹賈」·希爾思。
《妮裳馬戲團》於發行前後獲樂評家普遍好評，包括讚揚專輯的製作，但對歌詞的評價則產生分歧。專輯發行首週以505,000張的銷量空降美國《告示牌》二百強專輯榜榜首，成為斯皮爾斯第五張冠軍專輯。
專輯一共發行了四首單曲，包括兩首獲得國際性成功的單曲。專輯的主打單曲〈愛情玩咖〉最高登上美國《告示牌》百強單曲榜冠軍位置，其中從首週第96位躍升至次週的第1位打破了當時躍升名次最多的紀錄。歌曲亦成為斯皮爾斯繼〈愛的初告白〉後在當地最暢銷的歌曲，並於第52屆葛萊美獎上獲得「最佳舞曲錄製」葛萊美獎提名。專輯的第二首單曲〈妮裳馬戲團〉與第三首單曲〈如果你找到Amy〉分別最高登上美國單曲榜第3位與第19位。《妮裳馬戲團》藉此成為斯皮爾斯自出道專輯《愛的初告白》以來第二張獲得兩首前10位以及三首前20位單曲的專輯，也成為她首張獲得兩首前5位單曲的專輯，並產生了5首打進《告示牌》百強單曲榜的歌曲。

## 背景與發展
2008年夏天，經證實，斯皮爾斯正在錄製其第6張錄音室專輯。而肖恩·葛瑞特、盖伊·西格斯沃思、丹賈與超害羞&前衛亦宣佈擔任專輯的製作人。在專輯開展進程中，葛瑞特與人聲製作人吉姆·濱茲稱讚了斯皮爾斯在前一年遭受了個人瓶頸之後仍能保持的敬業精神。
斯皮爾斯決定親自操刀專輯大部分內容的創作，並決定與前些年合作過的一些人開展出一張流行風格影響的專輯。她表示，《妮裳馬戲團》是她錄製時間最長的一張專輯，稱：“我覺得專輯城市風格更多一點（……）我每天都在這個臥室的鋼琴上創作著。”她亦描述道，《妮裳馬戲團》是她迄今為止的最佳作品。
製作人克劳德·凯利表示，專輯一開始缺少概念時。他說：“我和他（盧克博士）一起進來時都知道也許要（為布蘭妮）寫點東西，但我們沒有概念，所以我們就一直在了解她的風格和她的一些作品。”曾參與製作斯皮爾斯先前作品的製作人馬克斯·馬丁為專輯製作了〈如果你找到Amy〉。而亞特蘭大製作團隊局外人參與製作了專輯的首張單曲〈愛情玩咖〉。費爾南多·加瑞貝則操刀專輯的兩首附贈歌曲。丹賈在洛杉磯查理斯錄音室進行專輯的製作。而斯皮爾斯則在伯班克格伦伍德城勝地錄音室錄製歌曲。加拿大樂團開始作戰協助創作與製作了歌曲〈嗯 爸比〉。里歐·強、罗德尼·杰金斯、肖恩·葛瑞特、和泰欧·克鲁斯均宣佈與斯皮爾斯進行了合作，但他們的歌曲沒有被正式收錄於專輯。
對於專輯的名稱，斯皮爾斯評論道：“我喜歡這樣一種事實，你在馬戲團裡老是因為太興奮而往前坐，從沒感到無聊過（……）你被身邊的東西環繞著，想知道接著會發生什麼。”

## 音樂與歌詞

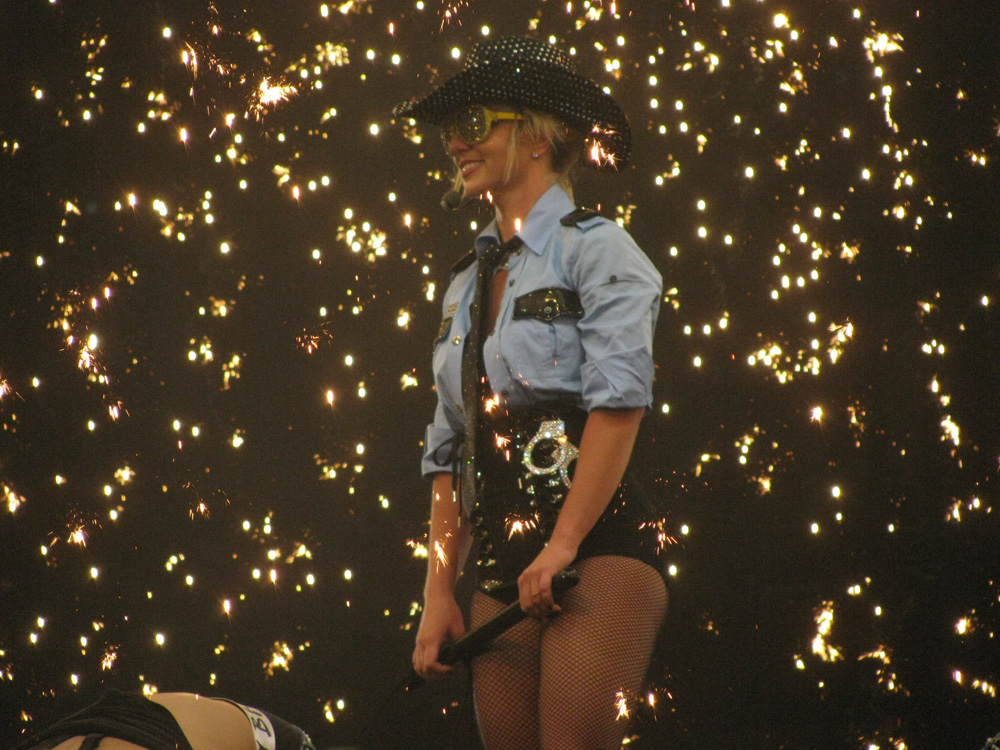
斯皮爾斯於2009年「妮裳馬戲團巡迴演唱會」上表演《愛情玩咖》。

《妮裳馬戲團》被形容為斯皮爾斯第五張錄音室專輯《暈炫風暴》的續集。她形容專輯比《暈炫風暴》「更陽光」，聽起來更加城市。專輯的歌詞主要圍繞誘惑、愛情以及感情關係，並使用了大量雙關語。專輯被拿來與珍妮·杰克逊、舞韻合唱團、新秩序的作品，以及王子、雷伯和斯托勒與菲尔·斯佩克特的創作作比較。《妮裳馬戲團》包括斯皮爾斯以往作品存在的主題。《妮裳馬戲團》與《扼殺鎂光燈》談論了名氣，而早前的作品〈破碎的我〉亦為相關主題，而〈愛情玩咖〉與〈脆弱的玻璃〉則談論了劈腿男。
《妮裳馬戲團》的開場曲為主打單曲〈愛情玩咖〉。歌曲以合成器製成的警報聲以及重覆的副歌為特色，歌詞談論了出軌的男人，並被斯皮爾斯形容為是女性頌歌。〈妮裳馬戲團〉發表了她作為娛樂家表演的感受，歌詞最精彩的部分為「站在舞台中央所有眼睛都注視著我，就像一個馬戲團」與「當我揮舞著鞭子，每個人都開始跳舞，就像一個馬戲團」。歌曲的電子舞曲元素被用作與斯皮爾斯以前的單曲〈打破僵局〉比較。抒情曲〈改頭換面〉使用了原聲結他當伴奏，並被用作與她以前的歌曲〈少女已過，熟女未滿〉作比較。〈扼殺鎂光燈〉是一首討論斯皮爾斯與狗仔隊衝突的流行舞曲。樂評指出歌曲與麥當娜的歌曲以及斯皮爾斯的〈破碎的我〉的相似性。《脆弱的玻璃》使用了黑暗電子的節拍，並以一段無可挽回的關係作歌詞主題。
〈如果你找到Amy〉是一首包含「華麗狂歡」元素以及傳統流行風格的歌曲，歌名使用在發音上與「F-U-C-K me」相似的雙關語引發了爭議。〈不凡的你〉是一首電音流行歌曲，歌詞談論了一個女人找到了一段意想不到的愛情。歌曲被用作與1980年代及1990年代的音樂主題比較，並被認為是一首「血脈沸騰的抒情曲」，並被用作與「珍妮·杰克逊發揚光大的閃爍瀑布感」比較。〈模糊不清〉曲風受城市風格影響，歌詞談論了派對過後的早晨，並被認為與斯皮爾斯以前的歌曲〈早晨〉相似。〈嗯 爸比〉使用了1960年代go-go風格搖滾結他的元素，並使用了拉丁流行舞廳的主題。即使作為一首「有趣」的歌曲，歌曲仍然受到「重現《愛的初告白》的羅莉塔形象」的批評。歌曲的歌詞被認為是以斯皮爾斯的父親傑米或狗仔隊阿德南·迦利布作為主題。〈冷面模特兒〉是一首帶有神遊舞曲風格的流行舞曲，被認為具「冒險性」及「未來主義」，斯皮爾斯在歌曲的聲樂亦被認為感覺「沒有生命」。〈蕾斯與皮革〉被拿來與《控制》時期的珍妮·杰克逊、王子以及Vanity 6於1980年代的作品作比較，當時仍未聞名的歌手凱莎亦作為和聲歌手參與錄音。〈我的寶貝〉被形容為擁有「仿製的珍妮·杰克逊聲樂」，由斯皮爾斯親自寫給她兩名兒子西恩·費德林與傑登·詹姆斯·費德林，也是專輯標準版的結尾曲。

## 發行與宣傳
《妮裳馬戲團》原定於斯皮爾斯的27歲生日－2008年12月2日全球同時發行。然而因不知名的網絡泄露，imeem於11月25日開始於網站提供專輯的串流服務。專輯與英國團體接招名稱相近的專輯《馬戲人生》同日發行，兩張專輯的標準版與豪華版皆於2008年11月28日在歐洲發行，以及於2008年12月2日在美國發行。
為了宣傳專輯，Jive唱片公司設立了特別熱線，讓歌迷可以給斯皮爾斯留下訊息，其中部分歌迷獲斯皮爾斯本人的回電。專輯部分歌曲於紐約電台WKTU與亞馬遜公司提供試聽片段。音樂電視網於2008年11月30日播放90分鐘時長的紀錄片《布兰妮：星踪可考》，記錄了斯皮爾斯工作上的回歸。2009年5月，Jive的官方網站舉辦了布蘭妮·斯皮爾斯全球同人小說比賽，讓歌迷透過《妮裳馬戲團》裡任何一首歌作主題作200字的故事投稿。公眾能投選他們最愛的短篇故事，勝出作品能以動畫形式被製作為音樂錄像帶。勝出故事為以〈扼殺鎂光燈〉作主題的作品，其錄像帶於2009年7月27日首映。
斯皮爾斯的現場回歸於2008年11月6日作開始，以友情客串形式現身麥當娜「黏蜜蜜-世界巡迴演唱會」的道奇體育場場次。斯皮爾斯於〈人性〉表演途中加入瑪丹娜舞台合唱。專輯發行前週，斯皮爾斯於各個國家進行表演，作為「妮裳馬戲團宣傳演唱會」的一部分。2008年11月27日，斯皮爾斯於2008年德國奥芬堡的「斑比獎」表演了〈愛情玩咖〉，並獲頒最佳國際流行歌手獎。此外，她亦在次日於法國「明星學院」表演了同曲。她亦於11月29日登上英國「X音素」表演了同曲。斯皮爾斯於「X音素」的演出平均獲得英國11,880,000人收看。斯皮爾斯於2008年12月2日，她的27歲生日以及專輯發行當天在紐約的大蘋果馬戲團登上節目「早安美國」，表演專輯第二首單曲〈妮裳馬戲團〉，並表演了〈愛情玩咖〉。2008年12月16日，她於日本電視台的「1億3000萬人的選擇」演唱了〈愛情玩咖〉。

### 巡迴演唱會

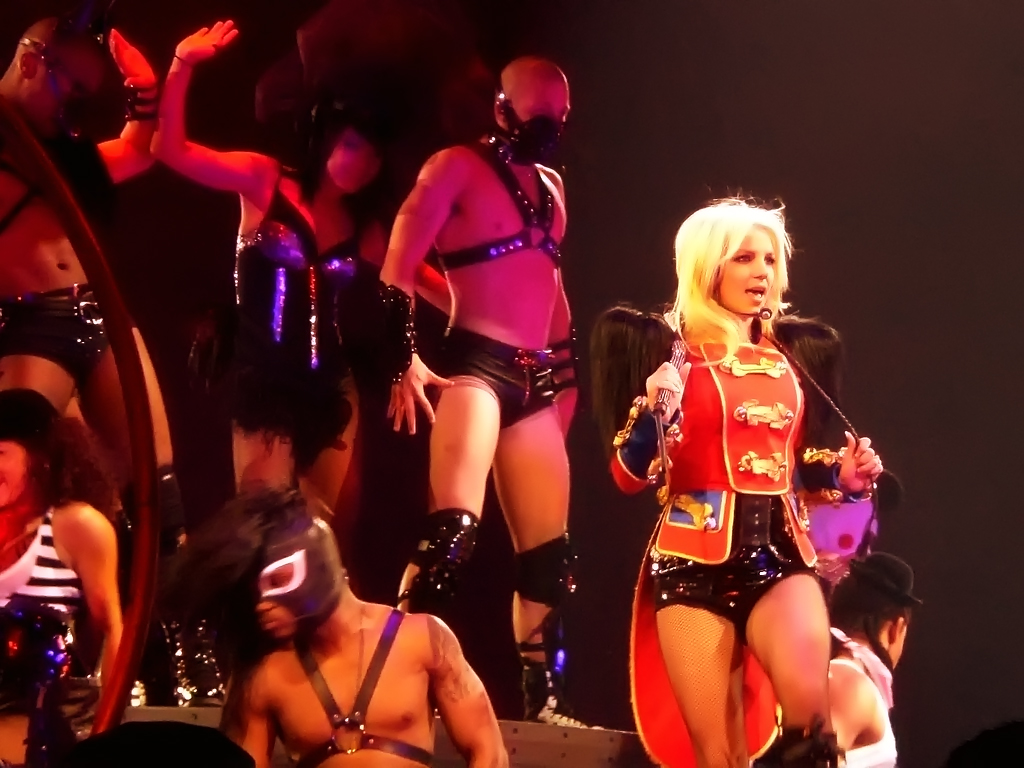
斯皮爾斯於2009年「妮裳馬戲團巡迴演唱會」上表演〈妮裳馬戲團〉。

斯皮爾斯在2008年12月2日「早安美國」的表演上宣佈將會舉辦她的第五個世界巡迴演唱會「妮裳馬戲團巡迴演唱會」。她首先公佈了首批巡迴階段場次，包括於美國的25場場次以及英國的2場場次。她的長期經理人拉里·儒道夫指演唱會將會「振奮人心以及承諾向布蘭妮的歌迷展現畢生難忘的事物」，並補充：「她全力演出整場表演－大概一個半小時，相當激烈。這是場完完整整的布蘭妮·斯皮爾斯表演，是所有人期待她的全部－還有更多！」 斯皮爾斯亦對《暈炫風暴》的歌曲加入演唱會的演出曲目感到興奮，因為她未曾在演唱會演出過這些歌曲。演唱會在2009年3月3日於新奥爾良的冰沙國王中心展開，並在2009年11月29日於阿德莱德的阿德萊德娛樂中心結束。演唱會總共有四個巡迴階段場次，其中於北美巡迴演出兩次，並包括歐洲及澳洲的場次。演唱會舞台以三個圈組成，並像真實的馬戲團一樣佈置成全面的舞台。時裝設計師迪恩與丹·卡登設計了演唱會的服飾。舞台上方擺放著一個巨大的圓柱形屏幕，以展示影片和背景。舞台效果則由Solotech公司負責。演唱會的演出曲目主要由她的專輯《流行禁區》、《暈炫風暴》與《妮裳馬戲團》組成。2009年6月，斯皮爾斯確認她將會首次到訪澳洲舉行演唱會。一度傳言演唱會的演出版圖會伸延至南美地區，但其後遭她的經理人亞當·李柏否認。
演唱會在澳洲舉行期間發生爭議，不少歌迷因斯皮爾斯假唱的緣故而離開現場，但其後斯皮爾斯的管理與宣傳團隊否認相關指控。演唱會成為北美該年第4高票房的演唱會，也是該年最高票房的個人歌手演唱會。2010年2月，《Pollstar》公佈2009年全球演唱會票房首50位，「妮裳馬戲團巡迴演唱會」成為全年第5高票房的演唱會，一共獲得1.31億美元票房。2010年5月，演唱會獲《Hollyscoop》排行於他們女歌手演唱會票房頭15高列表的第5位。

## 發行單曲
〈愛情玩咖〉於2008年9月26日作為專輯主打單曲發行。歌曲獲得樂評家普遍好評，包括讚揚它的記憶點以及賦權歌詞，並視歌曲為一種形式上的回歸以及斯皮爾斯的「復出」單曲。〈愛情玩咖〉空降《告示牌》百強單曲榜第96位，並於次週躍升至冠軍位置，打破當時榜單的最大躍升紀錄。此紀錄其後被凱莉·克萊森的〈失去你 狠瞎〉所取代。歌曲被認為是斯皮爾斯其中一首最成功的歌曲，並被多位其他歌手翻唱過。〈愛情玩咖〉至今於美國售出超過3,200,000首下載量。歌曲的音樂錄像帶於2008年10月18日首映，為〈中你的毒〉的續集。錄像帶描述了斯皮爾斯分飾為多個女人追蹤她男朋友的日常生活，並於最後揭穿真面目。
〈妮裳馬戲團〉於2008年12月4日作為專輯第二首單曲發行，因未知的泄露而提早原定日期一天發行。歌曲空降並最高登上美國《告示牌》百強單曲榜第3位。〈妮裳馬戲團〉至今於美國售出超過2,763,000首下載量。歌曲的音樂錄像帶描述了斯皮爾斯作為馬戲團各表演者的帶領者，並展現了斯皮爾斯於各個馬戲團佈景中的身影。錄像帶獲得評論人普遍好評，但同時受到「殘忍地對待動物」的指控，但指控其後遭到駁回。錄像帶其後獲Fuse電視頒發最佳錄像帶獎項。
〈如果你找到Amy〉於2009年3月10日作為專輯第三首單曲發行。《Z100》的莎朗·達斯特指斯皮爾斯錄製了歌曲的新版本，而新製作的版本其後會經Jive唱片公司發行。家長電視委員會揚言要向聯邦通信委員會提出禁止任何電台於早上六時至晚上十時播放歌曲。歌曲最高登上美國《告示牌》百強單曲榜第19位。歌曲的音樂錄像帶於2009年3月12日發佈，描繪了斯皮爾斯取笑美國文化的樣子。
〈愛情雷達〉原先被收錄於專輯《暈炫風暴》，並打算作為專輯第四首及最後一首單曲發行。然而發行計劃因斯皮爾斯開始新專輯的製作而取消，改為於2008年作為宣傳單曲發行。〈愛情雷達〉其後作為附贈曲再次被收錄於《妮裳馬戲團》，並於2009年6月23日作為專輯的第四首單曲發行。歌曲的音樂錄像帶描述了斯皮爾斯作為貴族，於豪宅裡與兩名馬球選手產生三角關係。〈愛情雷達〉收錄於《暈炫風暴》時曾透過線上下載登上美國數碼歌曲榜第52位，正式確認作為單曲發行後空降美國〈告示牌〉百強單曲榜第90位，並於次週最高登上第88位。

## 專業評價
| 綜合得分       | 綜合得分 |
| 來源           | 評分     |
| -------------- | -------- |
|                | 6.1/10   |
|                | 64/100   |
| 評論得分       |          |
| 來源           | 評分     |
| AllMusic       | [ 79 ]   |
| 《娱乐周刊》   | B        |
| 《衛報》       | [ 36 ]   |
| 《獨立報》     | [ 80 ]   |
| 《洛杉磯時報》 | [ 81 ]   |
| 《纽约时报》   | 好評     |
| 《新音乐快递》 | 5/10     |
| 《滾石》       | [ 2 ]    |
| 《偏锋杂志》   | [ 84 ]   |
| 《今日美國》   | [ 85 ]   |

《妮裳馬戲團》在發行後獲得樂評家的普遍好評。專輯在以主流樂評為基礎給出滿分為100的標準分數的Metacritic，獲得了64的平均分，顯示這張專輯獲得了樂評的普遍好評。AllMusic的史蒂芬·托馬斯·艾爾維恩給予了《妮裳馬戲團》好評，他將專輯描述成「享樂主義專輯《暈炫風暴》更加友好的翻版」，但他表示更偏愛比《妮裳馬戲團》更圓滑和上癮的《暈炫風暴》。《影音俱樂部》的吉納維夫·科斯基讚賞道，比起《暈炫風暴》聽起來平平的演唱，斯皮爾斯好似在《妮裳馬戲團》的演唱中傾注了更多的心血。尼克·列維在《數碼間諜》中寫道，斯皮爾斯的演唱聽起來比《暈炫風暴》更加自信了。《洛杉磯時報》的安·包沃斯則感覺，《妮裳馬戲團》是一張“極好的專輯”，“斯皮爾斯還是一名努力駕馭其所不能的小女孩”。
羅伯特·克里斯特高給予了專輯2星評價，稱其「大體還是有趣的」。《纽约时报》的喬恩·帕利爾斯表達了他對專輯「清晰明瞭」的素材與「上口旋律間奏」之間配合的稱讚。《滾石》的凱琳·甘斯認為，專輯“夜店、冒險式的流行”是對其第4張錄音室專輯《流行禁區》的一大良好繼承。斯蒂夫·瓊斯在《今日美國》稱讚了斯皮爾斯的“回春”，並稱讚了她“知道自己是個歌手”，“沒有在尋找藝術方向或過度性感上浪費時間。”《村聲》則認為，專輯與珍娜·傑克森的《流行定律》品質相當。
《娱乐周刊》的克里斯·威爾曼讚賞了專輯的整體製作，但批評了斯皮爾斯近期「以自我流露為賣點，但專輯成品則不盡人意之手段發行專輯」的既定模式。《衛報》的亞歷克西斯·佩特里德斯則對專輯持褒貶不一的看法，他認為斯皮爾斯在全專“聲音老是聽起來不連貫，甚至有些令人乏味。”，而《暈炫風暴》則是一張由美联社已準備好訃告的女性（指斯皮爾斯）發佈的一張酷炫而冒險的專輯。《獨立報》給予專輯差評，該報認為，斯皮爾斯的聲音表達在這些中速和抒情曲節奏下的歌曲中聽起來毫無感情。《偏锋杂志》的埃里克·亨德森亦持類似看法，他認為，專輯的所謂“自我實現”大都十分空洞。《新音乐快递》的哈米什·馬巴對斯皮爾斯“賣弄性感的行為感到毫無價值”。他稱，《妮裳馬戲團》是一張低俗、淫穢和骯髒的成人流行專輯。
獎項方面，《妮裳馬戲團》獲得了Premios Oye! 2009“年度英語專輯”以及2010年朱諾獎“年度國際專輯”提名。

## 商業成績
《妮裳馬戲團》發行首週以505,000張的銷量空降《告示牌》二百強專輯榜榜首。專輯於榜單前10位逗留達9週，成為斯皮爾斯自逗留前10位23週的《愛的再告白》後逗留前10位最長時間的專輯。《妮裳馬戲團》於2009年1月29日獲美國唱片業協會認證為白金唱片。根據尼爾森音樂統計的資料，專輯截至2015年3月已於美國售出超過170萬張。專輯首週以超過51,000張的銷量空降加拿大專輯榜榜首，成為斯皮爾斯自《愛的再告白》95,000張後於當地最高首週銷量的作品。《妮裳馬戲團》發行不夠一個月以143,000張的銷量成為加拿大2008年第9高銷量的專輯，其中以10,100張數碼銷量打進數碼專輯年榜前10位。2009年3月，《妮裳馬戲團》獲加拿大音樂協會認證為三白金唱片，代表出貨量達到240,000張。在墨西哥，專輯首週空降國際榜單榜首以及墨西哥熱門百強榜第3位，同時僅以46,000張的首週銷量獲墨西哥音像製品協會認證為金唱片。
在大洋洲，專輯打進多國前10位，包括最高登上澳洲專輯榜第3位以及紐西蘭專輯榜第6位。專輯發行三週後獲澳大利亞唱片業協會認證為白金唱片，代表出貨量達到70,000張，並於其後獲認證為雙白金唱片，代表出貨量達到140,000張。專輯首週空降及最高登上英國專輯排行榜第4位，並於榜單逗留了31週。專輯其後於當地獲認證為白金唱片。在法國，專輯發行首兩天售出18,319張，並空降法國專輯榜第5位。在日本，專輯首週空降並最高登上Oricon專輯榜第5位，並獲日本唱片協會認證為金唱片。
即使並未作為單曲發行，《妮裳馬戲團》不少歌曲仍然在專輯發行後登上《告示牌》分榜。〈脆弱的玻璃〉於美國《告示牌》百強單曲榜最高登上第70位，比專輯第四首單曲〈愛情雷達〉的排名更高。歌曲最高登上美國熱門數碼歌曲榜第29位，並最高登上加拿大熱門數碼歌曲榜第36位。歌曲亦同時打進美國流行百強單曲榜，最高登上榜單第57位。〈不凡的你〉、〈蕾斯與皮革〉與〈嗯 爸比〉分別最高登上美國流行百強單曲榜第80位、第84位與第94位。〈改頭換面〉於2009年8月14日的一週空降瑞典最熱榜第40位，並於次週登上第32位。歌曲於榜單逗留了5週。

## 歌曲列表
| 《妮裳馬戲團》 – 標準版 | 《妮裳馬戲團》 – 標準版     | 《妮裳馬戲團》 – 標準版 | 《妮裳馬戲團》 – 標準版                        | 《妮裳馬戲團》 – 標準版 |
| 曲序                    | 曲目                        | 词曲 | 製作人                                         | 时长                    |
| ----------------------- | --------------------------- | --- | ---------------------------------------------- | ----------------------- |
| 1.                      | 愛情玩咖 Womanizer          | 尼科莎·布里斯科 （ 英语 ： The Outsyders） 拉斐爾·阿金耶米 （ 英语 ： The Outsyders）                                                                                                  | K·布里斯科/局外人                              | 3:43                    |
| 2.                      | 妮裳馬戲團 Circus           | 盧卡什·戈特瓦爾德 克勞德·凱利 （ 英语 ： Claude Kelly） 本傑明·列維 | 卢克博士 本尼·布兰科                           | 3:12                    |
| 3.                      | 改頭換面 Out from Under     | 雪莉·佩肯 （ 英语 ： Shelly Peiken） 奧登索爾·伯吉森 （ 英语 ： Arnthor Birgisson） 韋恩·赫克托 （ 英语 ： Wayne Hector）                                                                              | 盖伊·西格斯沃思                                | 3:54                    |
| 4.                      | 扼殺鎂光燈 Kill the Lights  | 納特·希爾思 （ 英语 ： Danja (record producer)） 詹姆斯·華盛頓 （ 英语 ： Jim Beanz） 盧克·博伊德 （ 英语 ： Luke James） 馬塞拉·亞拉卡 （ 英语 ： Marcella Araica）                                                  | 丹賈 （ 英语 ： Danja (record producer)） 吉姆·比茨 （ 英语 ： Jim Beanz） [a] | 3:59                    |
| 5.                      | 脆弱的玻璃 Shattered Glass  | 戈特瓦爾德 凱利 列維 | 盧克博士 布兰科 凱莉 [a]                       | 2:53                    |
| 6.                      | 如果你找到Amy If U Seek Amy | 马克斯·马丁 歇爾貝克 薩文·科特查 （ 英语 ： Savan Kotecha） 亞歷山大·柯蘭倫德 （ 英语 ： Alexander Kronlund）                                                                               | 馬丁                                           | 3:37                    |
| 7.                      | 不凡的你 Unusual You        | 克里斯蒂安·卡爾松 （ 英语 ： Bloodshy & Avant） 本圖·溫貝里 （ 英语 ： Bloodshy & Avant） 亨里克·莊貝克 （ 英语 ： Henrik Jonback） 卡西亞·利文斯頓卡西亞·利文斯頓 （ 英语 ： Kasia Livingston）                           | 超害羞&前衛                                    | 4:23                    |
| 8.                      | 模糊不清 Blur               | 希爾思 史塔奇·巴特 （ 英语 ： Stacy Barthe） 亞拉卡 | 丹賈                                           | 3:09                    |
| 9.                      | 嗯 爸比 Mmm Papi            | 布蘭妮·斯皮爾斯 亨利·沃爾特 （ 英语 ： Cirkut (record producer)） 阿德里恩·高福 （ 英语 ： Let's Go to War） 彼得-約翰·克爾 （ 英语 ： Let's Go to War） 妮可·莫里耶 （ 英语 ： Nicole Morier）                                 | 開始作戰樂隊 （ 英语 ： Let's Go to War） 莫里耶 [a]          | 3:22                    |
| 10.                     | 冷面模特兒 Mannequin        | 斯皮爾斯 小哈維·梅森 （ 英语 ： Harvey Mason, Jr.） 勞勃·諾克斯 （ 英语 ： Rob Knox (producer-songwriter)） 詹姆斯·方勒洛二世 （ 英语 ： James Fauntleroy II）                                                                 | 梅森 勞勃·諾克斯                               | 4:06                    |
| 11.                     | 蕾斯與皮革 Lace and Leather | 戈特瓦爾德 列維 弗蘭基·史當 羅尼·傑克遜 （ 英语 ： Lil' Ronnie） | 盧克博士 布蘭科 [b]                            | 2:48                    |
| 12.                     | 我的寶貝 My Baby            | 斯皮爾斯 西格斯沃思 | 西格斯沃思                                     | 3:20                    |
| 13.                     | 愛情雷達 Radar（附贈曲）    | 卡爾松 溫貝里 莊貝克 巴萊瓦·穆罕默德 （ 英语 ： The Clutch） 坎迪絲·尼爾森 （ 英语 ： The Clutch） 伊澤克爾·「齊克」·劉易斯 （ 英语 ： Ezekiel Lewis） 帕特里克·「J·確」·史密斯 （ 英语 ： Patrick "J. Que" Smith） | 超害羞&前衛 離合器 （ 英语 ： The Clutch） [b]           | 3:49                    |
| 总时长：                | 总时长：                    | 总时长： | 总时长：                                       | 46:15                   |

| 《妮裳馬戲團》 – iTunes Store、Spotify與Musicload版（附贈曲） | 《妮裳馬戲團》 – iTunes Store、Spotify與Musicload版（附贈曲） | 《妮裳馬戲團》 – iTunes Store、Spotify與Musicload版（附贈曲） | 《妮裳馬戲團》 – iTunes Store、Spotify與Musicload版（附贈曲） | 《妮裳馬戲團》 – iTunes Store、Spotify與Musicload版（附贈曲） |
| 曲序                                                          | 曲目                                                          | 词曲                                                          | 製作人                                                        | 时长                                                          |
| ------------------------------------------------------------- | ------------------------------------------------------------- | ------------------------------------------------------------- | ------------------------------------------------------------- | ------------------------------------------------------------- |
| 14.                                                           | Rock Boy                                                      | 希爾思 亞拉卡 邁克爾·西姆沙克                                 | 丹賈                                                          | 3:21                                                          |
| 总时长：                                                      | 总时长：                                                      | 总时长：                                                      | 总时长：                                                      | 49:36                                                         |

| 《妮裳馬戲團》 – 英國、日本與數位發行版本（附贈曲目） | 《妮裳馬戲團》 – 英國、日本與數位發行版本（附贈曲目） | 《妮裳馬戲團》 – 英國、日本與數位發行版本（附贈曲目） | 《妮裳馬戲團》 – 英國、日本與數位發行版本（附贈曲目） | 《妮裳馬戲團》 – 英國、日本與數位發行版本（附贈曲目） |
| 曲序                                                  | 曲目                                                  | 词曲                                                  | 製作人                                                | 时长                                                  |
| ----------------------------------------------------- | ----------------------------------------------------- | ----------------------------------------------------- | ----------------------------------------------------- | ----------------------------------------------------- |
| 14.                                                   | Amnesia                                               | 費爾南多·加瑞貝 （ 英语 ： Fernando Garibay） 利文斯頓                | 加瑞貝                                                | 3:57                                                  |
| 总时长：                                              | 总时长：                                              | 总时长：                                              | 总时长：                                              | 50:12                                                 |

| 《妮裳馬戲團》 – 豪華版（附贈曲目） | 《妮裳馬戲團》 – 豪華版（附贈曲目） | 《妮裳馬戲團》 – 豪華版（附贈曲目）                | 《妮裳馬戲團》 – 豪華版（附贈曲目） | 《妮裳馬戲團》 – 豪華版（附贈曲目） |
| 曲序                                | 曲目                                | 词曲                                               | 製作人                              | 时长                                |
| ----------------------------------- | ----------------------------------- | -------------------------------------------------- | ----------------------------------- | ----------------------------------- |
| 14.                                 | 煞到你 Rock Me In                   | 斯皮爾斯 格萊格·科爾斯汀 莫里耶                    | 科爾斯汀 莫里耶 [a]                 | 3:17                                |
| 15.                                 | 音飆 Phonography                    | 卡爾松 温贝里 莊貝克 穆罕默德 尼爾森 劉易斯 史密斯 | 超害羞&前衛 離合器                  | 3:35                                |

| 《妮裳馬戲團》 – 法國亞馬遜音樂豪華版（附贈曲目） | 《妮裳馬戲團》 – 法國亞馬遜音樂豪華版（附贈曲目） | 《妮裳馬戲團》 – 法國亞馬遜音樂豪華版（附贈曲目）  | 《妮裳馬戲團》 – 法國亞馬遜音樂豪華版（附贈曲目） | 《妮裳馬戲團》 – 法國亞馬遜音樂豪華版（附贈曲目） |
| 曲序                                              | 曲目                                              | 词曲                                               | 製作人                                            | 时长                                              |
| ------------------------------------------------- | ------------------------------------------------- | -------------------------------------------------- | ------------------------------------------------- | ------------------------------------------------- |
| 16.                                               | Trouble                                           | 卡爾松 温贝里 莊貝克 穆罕默德 尼爾森 劉易斯 史密斯 | 超害羞&前衛 離合器                                | 3:34                                              |
| 总时长：                                          | 总时长：                                          | 总时长：                                           | 总时长：                                          | 56:41                                             |

| 《妮裳馬戲團》 – 歐洲iTunes Store豪華版（附贈曲目） | 《妮裳馬戲團》 – 歐洲iTunes Store豪華版（附贈曲目） | 《妮裳馬戲團》 – 歐洲iTunes Store豪華版（附贈曲目） | 《妮裳馬戲團》 – 歐洲iTunes Store豪華版（附贈曲目） | 《妮裳馬戲團》 – 歐洲iTunes Store豪華版（附贈曲目） |
| 曲序                                                | 曲目                                                | 词曲                                                | 製作人                                              | 时长                                                |
| --------------------------------------------------- | --------------------------------------------------- | --------------------------------------------------- | --------------------------------------------------- | --------------------------------------------------- |
| 16.                                                 | Quicksand                                           | 女神卡卡 加瑞貝                                     | 加瑞貝                                              | 4:05                                                |
| 总时长：                                            | 总时长：                                            | 总时长：                                            | 总时长：                                            | 57:12                                               |

| 《妮裳馬戲團》 – 影音驚豔版（附贈DVD內容） | 《妮裳馬戲團》 – 影音驚豔版（附贈DVD內容）     | 《妮裳馬戲團》 – 影音驚豔版（附贈DVD內容） |
| 曲序                                       | 曲目                                           | 时长                                       |
| ------------------------------------------ | ---------------------------------------------- | ------------------------------------------ |
| 1.                                         | 妮裳馬戲團錄製大揭密 Making of the Album       | 9:34                                       |
| 2.                                         | 愛情玩咖 Womanizer（导演剪辑版）（音樂錄影帶） | 3:54                                       |
| 3.                                         | 夢幻寫真集 Photo Gallery                       |                                            |

| 《妮裳馬戲團》 – 日本影音驚豔版（附贈DVD內容） | 《妮裳馬戲團》 – 日本影音驚豔版（附贈DVD內容） | 《妮裳馬戲團》 – 日本影音驚豔版（附贈DVD內容） |
| 曲序                                           | 曲目                                           | 时长                                           |
| ---------------------------------------------- | ---------------------------------------------- | ---------------------------------------------- |
| 3.                                             | Circus（音樂錄影帶）                           | 3:43                                           |
| 4.                                             | Making of Circus Music Video                   | 3:07                                           |
| 5.                                             | Photo Gallery                                  |                                                |

標記
- ^a  代表聲音製作人
- ^b  代表協調製作人

## 製作名單
資料來自Allmusic。
- 吉姆·比茨（英语：Jim Beanz） – 工程、聲樂製作
- 大衛·博伊德 – 工程
- 盧克·博伊德（英语：Classified (rapper)） – 和聲
- K·布里思科（英语：The Outsyders） – 製作
- 吉姆·卡魯阿納 – 工程
- 湯姆·柯尼 – 母帶（英语：Mastering engineer）
- 布倫丹·德科拉 – 協助、工程
- 凱茜·丹尼斯（英语：Cathy Dennis） – 和聲
- 帕蒂·杜布羅夫 – 化妝
- 勞拉·鄧肯 – 戲服（英语：Wardrobe stylist）
- 埃里克·艾依蘭德斯 – 協助、工程協助
- 尼克拉斯·弗呂克特 – 混音（英语：Mixing engineer）
- 塞爾班·加納 – 混音
- 安吉拉·高利特 – 製作協調（英语：Production coordinator）
- 安吉拉·哥特瓦爾德 – 協助、工程協助
- 盧克博士 – 鼓、結他、電子琴、編程（英语：Programming (music)）
- 塔蒂亞娜·哥特瓦爾德 – 工程協助
- 達布林·哈沃德 – 工程
- 莉亞·海伍德（英语：Leah Haywood） – 和聲
- 潔麗·海登 – 藝術指導
- 約翰·海登 – 設計
- 安德魯·海 – 工程
- 韋德·馬丁（英语：Wade Martin） – 製作、錄製
- 亨里克·莊伯克（英语：Henrik Jonback） – 貝斯、工程、結他
- 克里斯·凱西克 – 協助、工程協助
- 克勞德·凱利（英语：Claude Kelly） – 聲樂製作、和聲
- 勞勃·諾克斯 – 製作
- 卡西亞·利文斯頓 – 和聲
- 邁雅·瑪麗 – 和聲
- 馬克斯·馬丁 – 製作、編程、和聲
- 托尼·馬斯拉蒂（英语：Tony Maserati） – 混音
- 小哈維·梅森（英语：Harvey Mason, Jr.） – 混音、製作
- 克里斯·麥克米倫 – 髮型
- 妮可·莫里耶（英语：Nicole Morier） – 聲樂製作、和聲
- 傑基·墨菲 – 藝術指導
- 坎迪絲·尼爾森 – 和聲
- 傑瑞德·紐科姆 – 協助、混音協助
- 德比·諾瓦（英语：Debi Nova） – 和聲
- 安迪·佩奇（英语：Andy Page (producer)） – 鼓編程、工程、結他、混音、鋼琴、弦樂、合成音、合成貝斯
- 提姆·羅伯茨 – Pro Tools
- 拉里·儒道夫（英语：Larry Rudolph） – 執行製作、經理
- 蓋伊·西格斯沃思 – 鼓編程、電子琴、製作、弦樂
- 布蘭妮·斯皮爾斯 – 聲樂、和聲、概念
- 尼克·斯泰恩哈特 – 設計
- 羅恩·泰勒 – Pro-Tools
- 瓦倫特·托雷斯 – 協助
- 凱特·提恩寧 – 攝影
- 温德·瓦格納 – 和聲
- 賽斯·沃達邁 – 工程
- 埃里克·韋弗 – 協助、工程協助、工程
- 德蕾莎·拉巴伯拉·懷特斯 – A&R、執行製作
- 大衛·萊特·「塔奇」 – 協調製作
- 埃米莉·萊特（英语：Emily Wright） – 工程、聲樂編輯
- 安德魯·瓦耶特 – 工程

## 銷售榜單
| 榜單（2008－09年）                        | 最高 位置 |
| ----------------------------------------- | --------- |
| 澳大利亞（ARIA專輯榜）                    | 3         |
| 奧地利（奧地利Ö3專輯榜）                  | 9         |
| 比利時法蘭德斯（Ultratop專輯榜）          | 7         |
| 比利時瓦隆（Ultratop專輯榜）              | 4         |
| 加拿大（《告示牌》Canadian Albums Chart） | 1         |
| 克羅埃西亞（HDU專輯榜）                   | 13        |
| 捷克（ČNS IFPI專輯榜）                    | 23        |
| 丹麥（Hitlisten專輯榜）                   | 4         |
| 荷蘭（MegaCharts專輯榜）                  | 10        |
| 歐洲（《告示牌》歐洲專輯榜）              | 1         |
| 芬蘭（Suomen virallinen lista專輯榜）     | 16        |
| 法國（SNEP專輯榜）                        | 3         |
| 德國（Media Control專輯榜）               | 9         |
| 希臘（希臘IFPI專輯榜）                    | 18        |
| 匈牙利（MAHASZ專輯榜）                    | 22        |
| 愛爾蘭（IRMA專輯榜）                      | 2         |
| 義大利（FIMI專輯榜）                      | 9         |
| 日本（Oricon專輯榜）                      | 5         |
| 墨西哥（墨西哥熱門百強榜）                | 3         |
| 紐西蘭（RMNZ專輯榜）                      | 6         |
| 挪威（VG-lista專輯榜）                    | 21        |
| 波蘭（ZPAV專輯榜）                        | 32        |
| 葡萄牙（AFP專輯榜）                       | 28        |
| 俄羅斯（2M專輯榜）                        | 1         |
| 蘇格蘭（OCC專輯榜）                       | 7         |
| 西班牙（PROMUSICAE專輯榜）                | 10        |
| 瑞典（Sverigetopplistan專輯榜）           | 19        |
| 瑞士（Schweizer Hitparade專輯榜）         | 1         |
| 英國（OCC專輯榜）                         | 4         |
| 美国（《告示牌》200）                     | 1         |

| 榜單（2008年）                   | 位置 |
| -------------------------------- | ---- |
| 澳大利亞（ARIA專輯榜）           | 25   |
| 澳大利亞（ARIA舞曲專輯榜）       | 5    |
| 比利時法蘭德斯（Ultratop專輯榜） | 96   |
| 比利時瓦隆（Ultratop專輯榜）     | 33   |
| 法國（SNEP專輯榜）               | 50   |
| 希臘（希臘IFPI專輯榜）           | 23   |
| 墨西哥（墨西哥熱門百強榜）       | 44   |
| 瑞典（Sverigetopplistan專輯榜）  | 86   |
| 英國（OCC專輯榜）                | 61   |
| 全球（IFPI專輯榜）               | 15   |

| 榜單（2009年）                    | 位置 |
| --------------------------------- | ---- |
| 澳大利亞（ARIA專輯榜）            | 47   |
| 澳大利亞（ARIA舞曲專輯榜）        | 6    |
| 奧地利（奧地利Ö3專輯榜）          | 66   |
| 比利時法蘭德斯（Ultratop專輯榜）  | 63   |
| 比利時瓦隆（Ultratop專輯榜）      | 40   |
| 丹麥（Hitlisten專輯榜）           | 91   |
| 歐洲（《告示牌》專輯榜）          | 44   |
| 法國（SNEP專輯榜）                | 101  |
| 日本（Oricon專輯榜）              | 99   |
| 墨西哥（墨西哥熱門百強榜）        | 51   |
| 瑞士（Schweizer Hitparade專輯榜） | 94   |
| 英國（OCC專輯榜）                 | 139  |
| 美國（《告示牌》二百強專輯榜）    | 6    |

## 銷量認證
| 國家或地區                                                               | 認證    | 認證單位/銷量 |
| ------------------------------------------------------------------------ | ------- | ------------- |
| 阿根廷（阿根廷音像製品協會）                                             | 金      | 20,000^       |
| 澳大利亞（澳大利亞唱片業協會）                                           | 2× 白金 | 140,000^      |
| 比利時（比利時娛樂協會）                                                 | 金      | 15,000*       |
| 巴西                                                                     |         | 30,000        |
| 加拿大（加拿大音樂協會）                                                 | 4× 白金 | 320,000‡      |
| 丹麥（國際唱片業協會丹麥分會）                                           | 金      | 15,000^       |
| 法國（法國唱片出版業公會）                                               | 金      | 200,000       |
| 海合會（國際唱片業協會中東分會）                                         | 金      | 3,000*        |
| 德國（聯邦音樂產業協會）                                                 | 金      | 100,000^      |
| 希臘（國際唱片業協會希臘分會）                                           | 金      | 7,500^        |
| 匈牙利（匈牙利录音制品制作者协会）                                       | 金      | 3,000^        |
| 愛爾蘭（愛爾蘭唱片音樂協會）                                             | 白金    | 15,000^       |
| 義大利                                                                   |         | 40,000        |
| 日本（日本唱片協會）                                                     | 金      | 150,000       |
| 墨西哥（墨西哥音像製品協會）                                             | 金      | 40,000^       |
| 紐西蘭（紐西蘭唱片業協會）                                               | 白金    | 15,000*       |
| 波蘭（波蘭音像製造商協會）                                               | 金      | 10,000*       |
| 俄羅斯（全國唱片業製造者聯合會）                                         | 4× 白金 | 80,000*       |
| 瑞士（國際唱片業協會瑞士分會）                                           | 金      | 15,000^       |
| 英國（英國唱片業協會）                                                   | 白金    | 300,000^      |
| 美國（美國唱片業協會）                                                   | 3× 白金 | 3,000,000‡    |
| 總計                                                                     |         |               |
| 全球                                                                     |         | 4,000,000     |
| - *僅含認證的實際銷量 - ^僅含認證的出貨量 - ‡僅含認證的串流媒體+實際銷量 |         |               |

## 發行歷史
| 地區   | 日期           | 版本          | 形式        | 廠牌     | 來源                    |
| ------ | -------------- | ------------- | ----------- | -------- | ----------------------- |
| 奧地利 | 2008年11月28日 | 標準版 豪華版 | CD 線上下載 | 索尼     | [ 193 ] [ 194 ] [ 195 ] |
| 德國   | 2008年11月28日 | 標準版 豪華版 | CD 線上下載 | 索尼     | [ 193 ] [ 194 ] [ 195 ] |
| 瑞士   | 2008年11月28日 | 標準版 豪華版 | CD 線上下載 | 索尼     | [ 193 ] [ 194 ] [ 195 ] |
| 英國   | 2008年12月1日  | 標準版 豪華版 | CD 線上下載 | RCA      | [ 196 ] [ 197 ]         |
| 美國   | 2008年12月2日  | 標準版 豪華版 | CD 線上下載 | Jive     | [ 198 ] [ 199 ] [ 200 ] |
| 日本   | 2008年12月3日  | 標準版        | CD 線上下載 | 日本索尼 | [ 201 ] [ 202 ]         |

## 外部連結
- 官方網站（页面存档备份，存于）